# Jurassic Park (videojoc de Sega)
Jurassic Park és un videojoc per la Sega Mega Drive/Genesis publicat per Sega i creat per BlueSky Software. Va ser creat com a part de la franquícia de la pel·lícula amb el mateix nom de Universal Pictures.
Mentre que tots els 5 videojocs que es van publicar amb el nom de 'Jurassic Park' darrere la pel·lícula de Steven Spielberg tenen tots semblances i elements de la novel·la per Michael Crichton que llavors va ser portat al cinema. En el cas de Jurassic Park per la Sega Mega Drive, l'ús de Procompsognathus i l'atracció de Jungle River, són elements principals al videojoc.
L'equip, que inclou el creador d'Earthworm Jim, Doug TenNapel, va estar 15 mesos a fer el videojoc, molt de temps per un videojoc el 1993. Els models dels dinosaures en 3D van ser creats usant el Stop Motion Photography mentre que un membre de l'equip prenia els moviments d'Alan Grant i els digitalitzava. Sega va afegir al videojoc l'ADI (Artificial Dinosaur Intelligence) causant diversos comportaments a temps real quan el jugador jugava perquè no sigui tot repetitiu en diferents partides.

## Dinosaures representats
- Brachiosaurus
- Cearadactylus
- Dilophosaurus
- Procompsognathus
- Triceratops
- Tyrannosaurus
- Velociraptor